# Cormelles-le-Royal
Cormelles-le-Royal – miejscowość i gmina we Francji, w regionie Normandia, w departamencie Calvados.
Według danych na rok 1990 gminę zamieszkiwały 4604 osoby, a gęstość zaludnienia wynosiła 1323 osoby/km² (wśród 1815 gmin Dolnej Normandii Cormelles-le-Royal plasuje się na 34. miejscu pod względem liczby ludności, natomiast pod względem powierzchni na miejscu 1011.).

## Współpraca
Miejscowość partnerska:
- Libramont-Chevigny, Belgia